# Grand Prix automobile de Grande-Bretagne 1979
Résultats du Grand Prix de Grande-Bretagne de Formule 1 1979 qui a eu lieu sur le circuit de Silverstone le 14 juillet 1979.

## Classement
| Pos  | N° | Pilote                | Écurie             | Tours | Temps/Abandon     | Grille | Points |
| ---- | -- | --------------------- | ------------------ | ----- | ----------------- | ------ | ------ |
| 1    | 28 | Clay Regazzoni        | Williams-Ford      | 68    | 1 h 26 min 11 s 2 | 4      | 9      |
| 2    | 16 | René Arnoux           | Renault            | 68    | +24 s 280         | 5      | 6      |
| 3    | 4  | Jean-Pierre Jarier    | Tyrrell-Ford       | 67    | +1 tour           | 16     | 4      |
| 4    | 7  | John Watson           | McLaren-Ford       | 67    | +1 tour           | 7      | 3      |
| 5    | 11 | Jody Scheckter        | Ferrari            | 67    | +1 tour           | 11     | 2      |
| 6    | 25 | Jacky Ickx            | Ligier-Ford        | 67    | + 1 tour          | 17     | 1      |
| 7    | 8  | Patrick Tambay        | McLaren-Ford       | 66    | Panne d'essence   | 18     |        |
| 8    | 2  | Carlos Reutemann      | Lotus-Ford         | 66    | + 2 tour          | 8      |        |
| 9    | 31 | Héctor Rebaque        | Lotus-Ford         | 66    | + 2 tours         | 24     |        |
| 10   | 3  | Didier Pironi         | Tyrrell-Ford       | 66    | + 2 tours         | 15     |        |
| 11   | 17 | Jan Lammers           | Shadow-Ford        | 65    | + 3 tours         | 21     |        |
| 12   | 18 | Elio De Angelis       | Shadow-Ford        | 65    | + 3 tours         | 12     |        |
| 13   | 22 | Patrick Gaillard      | Ensign-Ford        | 65    | + 3 tours         | 23     |        |
| 14   | 12 | Gilles Villeneuve     | Ferrari            | 63    | Alimentation      | 13     |        |
| Abd. | 29 | Riccardo Patrese      | Arrows-Ford        | 45    | Boîte de vitesses | 19     |        |
| Abd. | 20 | Keke Rosberg          | Wolf-Ford          | 44    | Alimentation      | 14     |        |
| Abd. | 26 | Jacques Laffite       | Ligier-Ford        | 44    | Bougies           | 10     |        |
| Abd. | 27 | Alan Jones            | Williams-Ford      | 38    | Pompe à eau       | 1      |        |
| Abd. | 30 | Jochen Mass           | Arrows-Ford        | 37    | Boîte de vitesses | 20     |        |
| Abd. | 14 | Emerson Fittipaldi    | Fittipaldi-Ford    | 25    | Moteur            | 22     |        |
| Abd. | 15 | Jean-Pierre Jabouille | Renault            | 21    | Moteur            | 2      |        |
| Abd. | 5  | Niki Lauda            | Brabham-Alfa Romeo | 12    | Freins            | 6      |        |
| Abd. | 1  | Mario Andretti        | Lotus-Ford         | 3     | Roulement de roue | 9      |        |
| Abd. | 6  | Nelson Piquet         | Brabham-Alfa Romeo | 1     | Tête-à-queue      | 3      |        |
| Nq.  | 9  | Hans-Joachim Stuck    | ATS-Ford           |       | Non qualifié      |        |        |
| Nq.  | 24 | Arturo Merzario       | Team Merzario-Ford |       | Non qualifié      |        |        |

Légende :
- Abd.=Abandon - Nq.=Non qualifié

## Pole position et record du tour
- Pole position : Alan Jones en 1 min 11 s 88 (vitesse moyenne : 236,344 km/h).
- Tour le plus rapide : Clay Regazzoni en 1 min 14 s 40 au 39e tour (vitesse moyenne : 228,339 km/h).

## Tours en tête
- Alan Jones : 38 (1-38)
- Clay Regazzoni : 30 (39-68)

## À noter
- 5e victoire pour Clay Regazzoni.
- 1re victoire pour Williams en tant que constructeur.
- 121e victoire pour Ford Cosworth en tant que motoriste.
- Auteur d'un départ anticipé, Elio De Angelis a écopé d'une minute de pénalité.